# Combichrist
Combichrist is een EBM/TBM act uit Noorwegen, hoewel de band tegenwoordig in de Verenigde Staten woont. De band valt op door een agressieve kruisbestuiving tussen electronic body music, Techno en Industrial. De muziek heeft een dusdanige clubvriendelijkheid gecombineerd met agressie, dat ze beschouwd kan worden als een opvolger van The Prodigy qua dansvloervriendelijkheid en energie.

## Het begin
Combichrist is opgericht door Andy LaPlegua, voorman van de futurepop formatie Icon of coil. Onder de naam Drive maakte hij een aantal harde rhythmic industrial/EBM nummers. Het label Out of line uit Leipzig had interesse en wilde de tracks uitbrengen. De bandnaam werd veranderd in Combichrist, en het debuut "The joys of gunz" verscheen in 2003.
Het album werd een groot succes, en de albumtracks "Intruder alert" en "Vater unser" deden het zeer goed op de EBM en Industrial dansvloeren. Het succes werd zelfs zo groot dat hoofdproject Icon of coil werd stilgelegd, zodat Andy LaPlegua zich op Combichrist kon concentreren.
In de maanden daarop verschenen de ep's "Kiss the blade" en "Blut royale". De laatste alleen op vinyl, en beide in gelimiteerde oplages. In 2004 verscheen dan de ep "Sex, drogen und industrial" waarvan het titelnummer in de remix van Soman een grote clubhit werd. Dit bleek de opmaat voor het tweede album "Everybody hates you". Op dit album werden de aloude EBM en Industrial invloeden gecombineerd met techno. Het resultaat was iets dat klonk als een nog energiekere The Prodigy met lompe 4 to the floor beats. Dit album leverde niet minder dan 8 clubhits voor de Industrial dansvloeren, en bracht de doorbraak naar de EBM/Industria top.
In 2006 verscheen de ep "Get your body beat", Dit nummer is ook verwerkt in de soundtrack van de film The gene generation. Combichrist is een van de huidige bands binnen de EBM waarvan een doorbraak naar het grote publiek mogelijk is. In 2007 verschijnt dan het derde album "What the f**k is wrong with you people" waar de band ook invloeden uit de electroclash in hun geluid vermengt.

## Imago
De band besmeurt zich live met verf en bloed, en levert een energieke show. Behalve Andy la Plague maakt ook Shaun Frandsen van de Amerikaanse EBM formatie Glis deel uit van de live band, alsmede drumster Kourtney Klein (ook achter de drums in de huidige line up van Nitzer Ebb) en nog diverse andere leden die af en aan gaan.
De band presenteert zich als een met drank, drugs, en seks uit de band springend gezelschap, en leeft een ware rock-'n-roll lifestyle. Of dit een act is, of een daadwerkelijke levensstijl is niet goed bekend, maar de band heeft wel een reputatie van feestjes bouwen.

## Discografie
- 2003, The Joy Of Gunz
- 2003, Kiss The Blade (ep gelimiteerd tot 667 exemplaren)
- 2004, Blut Royale (vinyl maxisingle gelimiteerd tot 666 exemplaren)
- 2004Sex, Drogen Und Industrial (ep)
- 2005, Everybody Hates You
- 2006, Get Your Body Beat
- 2007, What The F**k Is Wrong With You People?
- 2008, Frost EP: Sent To Destroy
- 2009, Today We Are All Demons
- 2010, Making Monsters